# Revoluções de 1848 no Império Austríaco

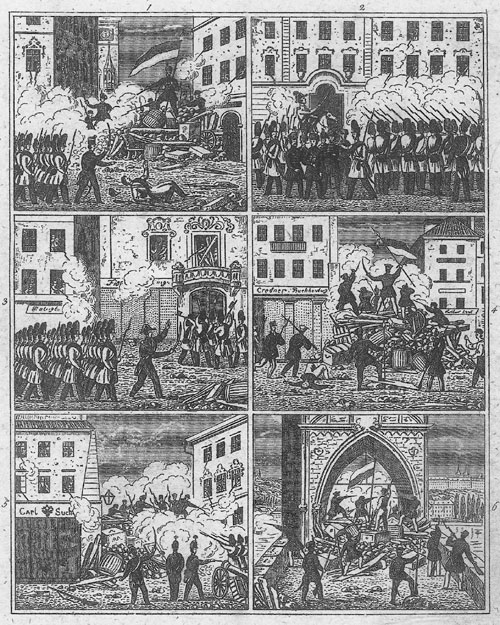
Barricadas em Praga durante os eventos revolucionários.

As Revoluções de 1848 no Império Austríaco foram um conjunto de revoluções ocorridas no Império Austríaco de março de 1848 a novembro de 1849. Grande parte da atividade revolucionária teve caráter nacionalista: o Império, governado a partir de Viena, incluía alemães étnicos, húngaros, Eslovenos, poloneses, tchecos, eslovacos, rutenos (ucranianos), romenos, croatas, venezianos e sérvios; todos os quais tentaram, no curso da revolução, alcançar autonomia, independência ou mesmo hegemonia sobre outras nacionalidades. A imagem nacionalista foi ainda mais complicada pelos eventos simultâneos nos estados alemães, que se moveram em direção a uma maior unidade nacional alemã.
Além desses nacionalistas, correntes liberais e mesmo socialistas resistiam ao antigo conservadorismo do Império.

## História
Era 1848 o país sofria de fome devido a um ano ruim e economicamente devido ao colapso da bolsa e à desordem econômica em que se derramava. Isso fez com que crescessem ressentimentos nas classes cultas da sociedade em relação à incapacidade do imperador Fernando I da Áustria e, sobretudo, do chanceler do estado Metternich, que se apresentava como o líder do antinacionalismo.
As várias nacionalidades do Império Habsburgo queriam adquirir total independência (quando possível) do estado supranacional estabelecido pelos Habsburgos; esse sentimento era onipresente, especialmente na Hungria, que estava repleta de sentimentos nacionalistas ferozes, e na Itália, onde os austríacos eram vistos como invasores.

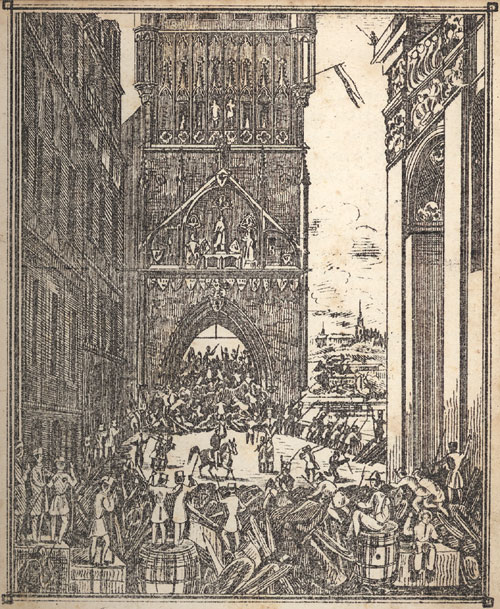
Rivoltosi boemi che manifestano a Praga

Revoltas eclodiram em toda a Lombardia-Vêneto que levou à Primeira Guerra da Independência Italiana, apoiada pelo Reino da Sardenha, que então partiu para o campo aberto contra os austríacos e lutou de 23 de março de 1848 a 22 de agosto de 1849. Os territórios italianos nas mãos dos austríacos estavam sob o controle do marechal de campo Josef Radetzky, um veterano das guerras contra os turcos e os napoleônicos; foi o comandante supremo dos exércitos dos Habsburgos no Reino Lombardo-Veneto e depois de muitos confrontos com os insurgentes e os piemonteses conseguiu retomar a posse de Milão e de todo o Veneto, no qual porém o República de São Marcos.
Em Viena, porém, no dia 13 de março, durante a reunião da Dieta, uma multidão de universitários protestou exigindo um governo mais liberal, a expulsão de Metternich da Chancelaria Imperial e uma constituição, lotando o complexo de Hofburg, o Palácio Imperial. As tropas chamadas para limpar a multidão foram recebidas com objetos arremessados e abriram fogo contra os manifestantes, matando cinco. Parte do exército, especialmente a guarda civil burguesa, recusou-se a cumprir as ordens e, em 15 de março, o imperador foi forçado a aceitar a renúncia de Metternich, que foi substituído no cargo de chanceler pelo mais liberal Franz Anton von Kolowrat-Liebsteinsky., ex-ministro do Interior. Motins também eclodiram em Praga, mas devido à desorganização dos manifestantes, eles logo foram reprimidos pelo ainda leal exército da Boêmia.
Em 17 de maio, dada a continuação dos confrontos em Viena, o imperador Fernando e sua corte mudaram-se para Innsbruck, deixando a cidade nas mãos dos militares. Dada a determinação dos rebeldes, a tarefa de reprimir a revolta vienense foi confiada ao general, então marechal de campo Alfred von Windisch-Graetz, que o conseguiu e em meados de agosto o imperador pôde retornar triunfalmente à capital. Em setembro, o imperador confirma a nomeação como banimento da Croácia de Jellacic, que marcha com 40 000 homens contra os rebeldes na Hungria, onde, no entanto, o exército não se mostra à altura e a 11 de setembro não consegue tomar Buda e praga. Em 21 de setembro, foi criado o Comitê de Defesa Nacional Húngaro, chefiado por Lajos Kossuth que, graças ao exército húngaro, enfrentou com sucesso as incursões de Jellacic. Em Viena, no dia 6 de outubro, prédios que simbolizavam o poder imperial são incendiados. O ministro da Guerra Theodor Franz Baillet-Latour também é linchado e enforcado em um poste de luz na tentativa de impedir a partida do exército imperial para a Hungria, que no entanto recebe ordem de evacuar a cidade. Os desordeiros com Viena sob controle não conseguiram encontrar apoio nas províncias vizinhas e, quando Jelacic e Windisch-Graetz retornaram a Viena em novembro, a cidade foi sitiada. Cerca de 200 canhões abriram fogo e, uma vez aberta uma brecha, o exército imperial conseguiu facilmente derrotar os homens restantes que haviam se empoleirado atrás das barricadas construídas durante a ocupação da cidade.
Entretanto a família imperial, novamente evacuada para Innsbruck, mudou-se para a Boêmia, onde foi reunida uma Câmara de Primeiros-Ministros, presidida pelo Chanceler Felix von Schwarzenberg, que tinha por missão criar uma constituição. Quando isso foi oficializado em todas as terras dos Habsburgos no mesmo ano de 1849, a independência foi proclamada na Hungria sob a liderança de Kossuth, uma vez que a Constituição privou os nobres húngaros e acima de tudo a própria Hungria de seus antigos privilégios (que permaneceram intactos desde a Idade Média), tornando-se uma mera região do Império. A liderança do exército foi retirada de Windisch-Graetz e confiada ao general Wesel, que juntamente com Jellacic marchou sobre Pest, sofrendo severas derrotas, porém, que colocaram as forças imperiais em desvantagem.
No entanto, como membro da Santa Aliança, a Áustria poderia pedir ajuda à Rússia e à Prússia, mas como a Prússia também estava ocupada reprimindo rebeliões na Saxônia e em Baden, o novo imperador Franz Joseph, coroado após a abdicação do tio Ferdinand, que era forçado a ceder o trono devido à sua doença, pediu ajuda ao czar de todas as Rússias, Nicolau I, que concordou em avançar para a margem esquerda do Danúbio, logo esmagando a escassa resistência do exército magiar de quase 40 000 homens. O exército russo conseguiu junto com os austríacos avançando do oeste em derrotar a Hungria tornando -a uma mera região do Império Habsburg, restabelecendo assim a paz.